# Wolfgang Blochwitz
Wolfgang Blochwitz (Geringswalde, 8 februari 1941 – Bad Berka, 8 mei 2005) was een voetballer uit Oost-Duitsland, die speelde als doelman gedurende zijn carrière. Hij overleed op 64-jarige leeftijd.
Blochwitz, bijgenaamd "Blocher", speelde voor 1. FC Magdeburg en FC Carl Zeiss Jena. Hij kwam in totaal zeventien keer uit voor de nationale A-ploeg van de Duitse Democratische Republiek. Onder leiding van de Hongaarse bondscoach Károly Sós maakte hij zijn debuut op 4 september 1966 in de vriendschappelijke wedstrijd tegen Egypte in Karl-Marx-Stadt, net als middenvelder Harald Irmscher (BSG Motor Zwickau). Zijn grootste concurrent was Jürgen Croy. Hij nam met Oost-Duitsland deel aan het WK voetbal 1974.

## Erelijst
Aufbau Magdeburg
- Oost-Duitse beker

1964, 1965
 FC Carl Zeiss Jena
- DDR-Oberliga

1968, 1970
- Oost-Duitse beker

1972, 1974